# Maykel Massó
Maykel Demetrio Massó Bavastro (Santiago di Cuba, 8 maggio 1999) è un lunghista cubano, medaglia di bronzo ai Giochi olimpici di Tokyo 2020.
In carriera è stato anche campione mondiale under 18 a Cali 2015 e campione mondiale under 20 a Bydgoszcz 2016. È inoltre l'attuale detentore della migliore prestazione mondiale under 18 della specialità con la misura di 8,28 m.

## Record nazionali
Under 20
- Salto in lungo: 8,33 m ( Madrid, 14 luglio 2017)

Under 18
- Salto in lungo: 8,28 m ( L'Avana, 28 maggio 2016)

## Progressione

### Salto in lungo
| Stagione | Misura | Luogo     | Data      | Rank. Mond. |
| -------- | ------ | --------- | --------- | ----------- |
| 2021     | 8,39 m | L'Avana   | 29-5-2021 |             |
| 2020     | 8,26 m | Camagüey  | 23-2-2020 |             |
| 2019     | 8,22 m | Camagüey  | 9-2-2019  |             |
| 2018     | 7,92 m | Roma      | 31-5-2018 |             |
| 2017     | 8,33 m | Madrid    | 14-7-2017 | 4º          |
| 2016     | 8,28 m | L'Avana   | 28-5-2016 | 12º         |
| 2015     | 8,12 m | L'Avana   | 9-5-2015  | 31º         |
| 2014     | 6,87 m | Las Tunas | 16-7-2014 |             |

## Palmarès
| Anno | Manifestazione      | Sede           | Evento         | Risultato | Prestazione | Note                                     |
| ---- | ------------------- | -------------- | -------------- | --------- | ----------- | ---------------------------------------- |
| 2015 | Mondiali U18        | Cali           | Salto in lungo | Oro       | 8,05 m      | Record dei campionati                    |
| 2015 | Mondiali            | Pechino        | Salto in lungo | 23º (q)   | 7,70 m      |                                          |
| 2016 | Mondiali U20        | Bydgoszcz      | Salto in lungo | Oro       | 8,00 m      |                                          |
| 2016 | Giochi olimpici     | Rio de Janeiro | Salto in lungo | 15º (q)   | 7,81 m      |                                          |
| 2017 | Mondiali            | Londra         | Salto in lungo | 5º        | 8,26 m      |                                          |
| 2018 | Mondiali indoor     | Birmingham     | Salto in lungo | 13º       | 7,71 m      | Miglior prestazione personale            |
| 2019 | Giochi panamericani | Lima           | Salto in lungo | 12º       | 7,21 m      |                                          |
| 2021 | Giochi olimpici     | Tokyo          | Salto in lungo | Bronzo    | 8,21 m      |                                          |
| 2022 | Mondiali indoor     | Belgrado       | Salto in lungo | nm        | nm          |                                          |
| 2022 | Mondiali            | Eugene         | Salto in lungo | 4º        | 8,15 m      | Miglior prestazione personale stagionale |
| 2023 | Giochi CAC          | San Salvador   | Salto in lungo | r         | r           |                                          |